# Gå med i lunden
"Gå med i lunden" er en dansk sang lanceret i filmen Odds 777 fra 1932. Sangen har tekst af Børge og Arvid Müller og musik af Kai Normann Andersen og blev i filmen sunget af Liva Weel.

## Sangteksten
I Odds 777 spiller Liva Weel køkkenpigen Hansy Hansen, der ved en tilfældighed vinder en mindre formue på hestevæddeløb og efterfølgende forvandler sig til en 'konsulinde Hansy', der for pengene indlogerer sig på et badehotel og her møder den pæne godsejer Rosen (Emanuel Gregers), som hun forelsker sig, hvilket ser ud til at være gensidigt. Hansys penge slipper imidlertid op, og hun bliver på et tidspunkt i stedet sangerinde i Bakkens Hvile. Her synger hun den muntre "Gå med i lunden", som fremføres i traditionel stil og fællessang på tredje udgave af omkvædet.
Sangen består af to korte vers og et todelt omkvæd, der fremføres henholdsvis to og tre gange, så strukturen bliver A-B-C-A-B-C-B. Verset er på fem linjer, mens B-stykket med titellinjen ("Gå med i lunden, så spidser vi munden") har seks linjer (med rimene a-a-b-c-c-b). C-stykket er sammensat på samme måde som B-stykket, idet 2. og 5. linje nærmest fungerer som ekkoer af 1. og 4. linje ("der er kun dig og mig / mig og dig"), inden stykket afsluttes med tre ekstra linjer i form af de første linjer fra B-stykket. Det har den fordel i scenen, at publikum kommer til at kende disse linjer, så de kan synge med til sidst.
Indholdsmæssigt opfordrer sangen til at udnytte sommernatten og gå ud og hygge sig i skoven med hinanden uden at være for blufærdig.

## Melodi
Kai Normann Andersens melodi er holdt i en munter tone i et toneleje, der muliggør fællessangen på omkvædet. Som et lille raffinement er ekkolinjerne i C-stykket lagt på korte noder, som understreger ekkoet.
Melodien til "Gå med i lunden" er en af de 12 Andersen-sange, der kom med i kulturkanonen.

## Andre versioner
"Gå med i lunden" er måske en af Andersens mest populære melodier, og sangen er lavet i et utal af coverversioner. Anne Linnet indspillede sangen til Pige træd varsomt (1995), og Peter Vesth gjorde tilsvarende på Den glade plade (2007). Der findes flere jazz-udgaver af sangen, heriblandt en med Sinne Eeg fra albummet Kun en drøm (2008), Liller har indspillet den i flere udgaver, inklusiv en med Papa Bues Viking Jazzband, og Per Gade lavede en instrumentaludgave til Gade Stief Johansen (2008). Endelig har flere kunstnere indlagt dele af sangen i forskellige potpourrier, blandt andre Susse Wold, Grethe Sønck, Bodil Udsen, Bo Bendixen samt Johnny Reimar på en af hans mange party-plader fra 1970'erne.